# Testudinella vanoyei
Testudinella vanoyei är en hjuldjursart som beskrevs av Gillard 1947. Testudinella vanoyei ingår i släktet Testudinella och familjen Testudinellidae. Inga underarter finns listade i Catalogue of Life.